# France Pibernik
France Pibernik, slovenski pesnik, pisatelj, esejist in literarni zgodovinar, * 2. september 1928, Suhadole, † 21. april 2021.

## Življenjepis
Gimnazijo je obiskoval v Kranju, kjer jo je tudi končal, potem pa se vpisal na študij slavistike v Ljubljani, kjer je leta 1955 diplomiral. Do leta 1958 je poučeval na nižji gimnaziji na Dobrovem v Brdih, po tem letu pa na gimnaziji v Kranju, kjer je leta 1990 tudi dočakal upokojitev. V spremni besedi njegove knjige Janez Jalen je o Piberniku zapisano, da »kakor za mnoge intelektualno zvedave in duhovno razgibane ljudi, tudi zanj velja, da so leta, ko niso več v ospredju službene zadeve, še nemirnejša in plodnejša«.
Bil je član Društva slovenskih pisateljev in Slovenskega centra PEN .

## Področja raziskovanja, literarna publicistika in pesniško delo
Na začetku je bilo njegovo pesništvo blizu novoromantičnim tokovom, pozneje pa se je razvijalo v smeri modernizma. Po prvi pesniški zbirki Bregovi ulice, jih je izdal še več, najbolj dognana pa je njegova pesniška zbirka Ajdova znamenja. Najpomembnejši del Pibernikove literarne publicistike so knjige Med tradicijo in modernizmom, Med modernizmom in avantgardo in Čas romana. Prvi dve prinašata avtorjevo korespondenco s pesniki, Čas romana s pripovedniki. Osrednjo literarnozgodovinsko pozornost pa je France Pibernik namenil literaturi iz časa druge svetovne vojne in zdomstva, ki pa je bila v domovini zaradi političnih in ideoloških razlogov zamolčana (izdaja Balantičeve in Hribovškove lirike, antologija Jutro pozabljenih, 1991, monografija Temni zaliv Franceta Balantiča, študiji Slovenski dunajski krog 1941–1945 ter Karel Mauser).

## Pesniške zbirke
- Bregovi ulice, 1960. (COBISS)
- Ravnina, 1968. (COBISS)
- Razlage, 1973.
- September, 1974. (COBISS)
- Odzvok – pesmi v prozi, 1979. (COBISS)
- Ajdova znamenja – izbor, 1993. (COBISS)
- Svetloba timijan, 2000. (COBISS)

## Esejistična in literarnozgodovinska dela
- Med tradicijo in modernizmom, 1978. (COBISS)
- Med modernizmom in avantgardo, 1981. (COBISS)
- Čas romana, 1983. (COBISS)
- Temni zaliv Franceta Balantiča, 1989, 1990. (COBISS)
- Slovenski dunajski krog 1941–1945, 1991. (COBISS)
- Razmerja v sodobni slovenski dramatiki, 1992. (COBISS)
- Karel Mauser: Življenje in delo, 1993. (COBISS)
- Anton Vodnik : zbrano delo (urednik), 1993
- Ogledala sanj Jožeta Udoviča: dokumenti, pričevanja, komentarji, 1996. (COBISS)
- Slovenska duhovna pesem: Od Prešerna do danes, 2001. (COBISS)
- Beseda čez ocean: Antologija slovenske zdomske pozije, 2002. (COBISS)
- Janez Jalen: življenjska in pisateljska pot, 2003. (COBISS)
- Edvard Kocbek (z Jurijem Kocbekom), 2004
- Anton Slodnjak 1899-1983 - dokumentarna monografija (urednik), 2007
- Začudene oči otroštva, 2008 (spomini)
- France Balantič: monografija (2008, 2015 - 2. dopolnjena izdaja - SAZU)
- Jože Udovič, monografija, 2008
- Ivan Hribovšek, zbrano delo (urednik, 2010) in monografija Ivan Hribovšek: Življenjska in pesniška pot (2010)
- Vladimir Truhlar, zbrano delo (urednik, 2011, 2015) in monografija (2016)
- Anton Vodnik, monografija, 2012
- Severin Šali: popotnik, zaljubljen v življenje (monografija, 2019)

## Raziskovanje zamolčanih avtorjev
V zadnjem obdobju se je Pibernik posvečal predvsem raziskovanju življenj in del avtorjev, ki so bili v komunističnem režimu politično prepovedani in zamolčani. Izšlo je veliko knjig, ki jim na čelu stoji antologija:
- Jutro pozabljenih: antologija padlih, pobitih, prepovedanih, zamolčanih, pozabljenih, 1991. (COBISS)
- Izbrane pesmi Franceta Balantiča Tihi glas piščali, 1991.  (COBISS)
- Izbrane pesmi Ivana Hribovška Himna večeru, 1993. (COBISS)
- Izbrana proza Franceta Kunstlja Luč na mojem pragu, 1994.  (COBISS)
- Kratka proza in nedokončan roman Ludveta Potokarja Onstran samote, 1995.  (COBISS)
- Izbrana proza Toneta Polde Moja Krnica, 1996. (COBISS)
- France Balantič: zbrano delo (zbirka Zbrana dela slovenskih pesnikov in pisateljev, 2008, 2015 - 2. dopolnjena in popravljena izdaja; urednik in avtor spremnega teksta)
- Pozni november za pesnika - biografska pripoved : France Balantič (ob 70. obletnici smrti), 2016
- Pisatelj Karel Mauser: biografska pripoved, 2018 (Mohorjeva, Celovec)
- Dohojene stopinje : knjiga intervjujev z Zorkom Simčičem, 2019
- Alojz Rebula (1924-2018), biografija, 2019
- Mož neuklonljivih ramen: Anton Drobnič (1928-2018), pogovor s Francetom Pibernikom, 2021

## Priznanja
- 2008/9 Trubarjevo priznanje za izjemne zasluge pri ohranjanju slovenske pisne kulturne dediščine, ki ga podeljuje NUK
- 2013 častni meščan Kranja
- častni član Slavističnega društva Slovenije
- častni član Celjske Mohorjeve družbe